# أليكس إيه يو
أليكس إيه يو (بالإنجليزية: Alex Au)‏ هو كاتب سنغافوري، ولد في 1952 في سنغافورة.